# Jack Ozburn
John Andrew Ozburn, detto Jack (Murphysboro, 4 gennaio 1913 – Akron, 14 febbraio 1969), è stato un cestista statunitense, professionista nella NBL.

## Palmarès
- 2 volte campione NBL (1939, 1940)
- All-NBL First Team(1941)
- 3 volte All-NBL Second Team (1938, 1939, 1940)